# Mangosta de bandes estretes
La mangosta de bandes estretes (Mungotictis decemlineata), també anomenada boky-boky en malgaix, és un membre de la subfamília dels galidins.

## Descripció
La mangosta de bandes estretes té una longitud del cos i del cap entre 25 i 35 centímetres, una longitud de cua entre 23 i 27 centímetres i un pes que varia entre 600 i 700 grams.
El seu pelatge és generalment entre gris i beix amb entre 8 i 10 bandes longitudinals fosques a l'esquena i als costats del cos. Aquestes bandes estretes són les que li donen el nom a l'espècie (decemlineata). La cua és generalment molt peluda i semblant a la dels esquirols, amb anells foscos. Els peus són nuus i els dits estan parcialment units per una membrana.
Té glàndules odoríferes al cap i al coll, les secrecions de les quals utilitza per deixar marques aromàtiques. Les femelles tenen un parell de glàndules addicionals a l'abdomen.

## Distribució i hàbitat
Viu exclusivament a l'oest i sud-oest de Madagascar, a la regió de Menabe, entre els graus 19 i 21 de latitud sud.
El 1986 Wozencraft informà d'una possible observació d'un individu, que semblava d'aquesta espècie als voltants del llac Tsimanampetsotsa, al sud-oest de l'illa, encara que no estava segur de la identitat de l'animal.
La mangosta de bandes estretes habita els boscos caducifolis secs de l'oest i sud-oest de Madagascar. Fins ara, ha estat vista entre els rius Tsiribihina i Mangoky.
L'àrea de distribució de la mangosta de bandes estretes és de 3 km² de mitjana.

## Comportament
Es tracta d'animals diürns, que viuen tant a terra com als arbres. Són animals socials, que viuen en grups generalment formats per mascles i femelles adultes, així com les cries de l'any i individus joves. A l'hivern els grups es divideixen en parelles transitòries, grups de mascles o mascles solitaris i grups familiars.
A un estudi, es trobaren entre 18 i 22 individus vivint en una àrea de 3 km². Aquests individus semblaven formar una unitat social, dins de la qual hi havia dues unitats socials estables més petites. Es produïren alguns contactes hostils entre membres de diferents grups als límits dels seus territoris, durant els quals els subgrups es mantingueren interconnectats i eren dòcils entre ells.
La mangosta de bandes estretes és una criatura aparentment tranquil·la. En aquest sentit, s'informà d'un mascle que observava als investigadors i s'adormia, mentre aquests prenien mesures i notes de la seva parella femenina.
Al Parc Nacional de Tsimanampetsotse es trobaren zones de defecació en esquerdes a les roques o punts elevats al llarg dels penya-segats. A les nits d'estiu (l'estació humida) sovint les passen en forats als arbres, mentre que a l'hivern (l'estació seca) se'ls pot trobar niant a caus subterranis.

## Dieta
Les mangostes de bandes estretes són insectívores, però també es poden trobar menjant altres invertebrats, petits vertebrats i ous d'aus. S'alimenten sols o en parella cobrint una àrea aproximada d'1,3 km². Quan s'alimenten d'ous o invertebrats, jeuen de costat subjectant-los entre les quatre potes i a continuació, els llencen contra una superfície dura diversos cops, fins que es trenca la closca i es poden menjar el contingut.

## Reproducció
Aquesta espècie és monògama. Els mascles i femelles adults s'aparellen durant l'estiu per reproduir-se. Els mesos de cria van del desembre a l'abril, amb un pic en els mesos d'estiu (febrer i març). El període de gestació d'aquesta mangosta va de 90 a 105 dies, després dels quals les femelles donen a llum una cria. El joves neixen pesant prop de 50 grams i solen ser deslletats en 2 mesos. La maduresa sexual s'assoleix als 2 anys.
Com a mamífers, les mares proporcionen llet, neteja i protecció als joves. Es desconeix si els pares intervenen en la cria dels cadells, encara que, basant-se en el seu sistema de reproducció monògama, és probable que ambdós pares estiguin involucrats en la cura dels joves.

## Esperança de vida
Es desconeix completament la longevitat d'aquesta espècie. Com a únic membre del seu gènere, es fa difícil fer servir les dades d'altres espècies relacionades per especular sobre la seva longevitat.

## Comunicació
Hi ha poca informació sobre la comunicació de la mangosta de bandes estretes. No obstant això, la presència de glàndules odoríferes suggereix que existeix una comunicació química, que podria ser important per mantenir la cohesió del grup e identificar territoris.
Com a animals socials i diürns, és probable que facin servir un sistema de senyals visuals ben desenvolupades, com postures corporals. La comunicació tàctil probablement és també important entre companys, així com entre pares i fills. També és probable que utilitzin algunes vocalitzacions, encara que aquesta mena de comunicació no ha estat informada.

## Estat de conservació
La mangosta de bandes estretes està actualment catalogada per la Unió Internacional per a la Conservació de la Natura (UICN) com a espècie en perill. L'àrea de distribució és de menys de 500 quilòmetres quadrats i està molt fragmentada. La població continua disminuint, juntament amb la qualitat del seu hàbitat i tot i que hi ha molt poca pertorbació a través del contacte directe amb humans, en créixer la població humana, la desforestació de les terres pel pasturatge està destruint l'hàbitat d'aquesta mangosta.

## Subespècies
- Mungotictis decemlineata decemlineata (Grandidier, 1867)
- Mungotictis decemlineata lineatus (Pocock, 1915)